# Gsteig bei Gstaad
Gsteig bei Gstaad é uma comuna da Suíça, no Cantão Berna, com cerca de 950 habitantes. Estende-se por uma área de 62,46 km², de densidade populacional de 15 hab/km². Confina com as seguintes comunas: Château-d'Oex (VD), Lauenen, Ormont-Dessus (VD), Saanen, Savièse (VS). A língua oficial nesta comuna é o Alemão.